# 4135 Svetlanov
4135 Svetlanov è un asteroide della fascia principale. Scoperto nel 1966, presenta un'orbita caratterizzata da un semiasse maggiore pari a 2,7862997 au e da un'eccentricità di 0,2341310, inclinata di 7,94708° rispetto all'eclittica.
L'asteroide è dedicato al compositore russo Evgenij Fëdorovič Svetlanov.